# 1973-as Formula–1 spanyol nagydíj
Az 1973-as Formula–1 világbajnokság negyedik futama a spanyol nagydíj volt.

## Futam
| Helyezés | #  | Versenyző            | Csapat/Motor      | Futott körök | Idő/Kiesés oka      | Rajthely | Pontszám |
| -------- | -- | -------------------- | ----------------- | ------------ | ------------------- | -------- | -------- |
| 1        | 1  | Emerson Fittipaldi   | Lotus-Ford        | 75           | 1:48:19,3           | 7        | 9        |
| 2        | 4  | François Cevert      | Tyrrell-Ford      | 75           | 42,7                | 3        | 6        |
| 3        | 20 | George Follmer       | Shadow-Ford       | 75           | + 1:13,1            | 14       | 4        |
| 4        | 6  | Peter Revson         | McLaren-Ford      | 74           | +1 kör              | 5        | 3        |
| 5        | 15 | Jean-Pierre Beltoise | BRM               | 74           | +1 kör              | 10       | 2        |
| 6        | 5  | Denny Hulme          | McLaren-Ford      | 74           | +1 kör              | 2        | 1        |
| 7        | 12 | Mike Beuttler        | March-Ford        | 74           | +1 kör              | 19       |          |
| 8        | 11 | Henri Pescarolo      | March-Ford        | 73           | +2 kör              | 18       |          |
| 9        | 14 | Clay Regazzoni       | BRM               | 69           | +6 kör              | 8        |          |
| 10       | 17 | Wilson Fittipaldi    | Brabham-Ford      | 69           | +6 kör              | 12       |          |
| 11       | 24 | Nanni Galli          | Iso Marlboro-Ford | 69           | +6 kör              | 20       |          |
| 12       | 7  | Jacky Ickx           | Ferrari           | 69           | +6 kör              | 6        |          |
| Kiesett  | 18 | Carlos Reutemann     | Brabham-Ford      | 66           | Féltengely          | 15       |          |
| Kiesett  | 23 | Howden Ganley        | Iso Marlboro-Ford | 63           | Kifogyott üzemanyag | 21       |          |
| Kiesett  | 2  | Ronnie Peterson      | Lotus-Ford        | 56           | Váltó               | 1        |          |
| Kiesett  | 3  | Jackie Stewart       | Tyrrell-Ford      | 47           | Fék                 | 4        |          |
| Kiesett  | 16 | Niki Lauda           | BRM               | 28           | Gumi                | 11       |          |
| Kiesett  | 25 | Graham Hill          | Shadow-Ford       | 27           | Fék                 | 22       |          |
| Kiesett  | 9  | Mike Hailwood        | Surtees-Ford      | 25           | Olajszivárgás       | 9        |          |
| Kiesett  | 19 | Jackie Oliver        | Shadow-Ford       | 23           | Motorhiba           | 13       |          |
| Kiesett  | 21 | Andrea de Adamich    | Brabham-Ford      | 17           | Kerék               | 17       |          |
| Kiesett  | 10 | Carlos Pace          | Surtees-Ford      | 13           | Féltengely          | 16       |          |

## Statisztikák
Vezető helyen:
- Ronnie Peterson: 56 (1-56)
- Emerson Fittipaldi: 19 (57-75)

Emerson Fittipaldi 9. győzelme, Ronnie Peterson 2. pole-pozíciója, 1. leggyorsabb köre.
- Lotus 50. (R) győzelme.